# Lista över världsrekord i friidrott satta 2003
Det här är en lista över världsrekord i friidrott satta 2003.

## Inomhus
| Idrottare          | Land     | Gren             | Rekord  | Tävling                         | Plats      | Datum            | Gällde till      |
| ------------------ | -------- | ---------------- | ------- | ------------------------------- | ---------- | ---------------- | ---------------- |
| Regina Jacobs      | USA      | 1 500 m kvinnor  | 3.59,98 | Boston Indoor Games             | Boston     | 1 februari 2003  | 18 februari 2006 |
| Svetlana Feofanova | Ryssland | Stavhopp kvinnor | 4,76    | Glasgow International Match     | Glasgow    | 2 februari 2003  | 21 februari 2003 |
| Svetlana Feofanova | Ryssland | Stavhopp kvinnor | 4,77    |                                 | Birmingham | 21 februari 2003 | 2 mars 2003      |
| Stacy Dragila      | USA      | Stavhopp kvinnor | 4,78    | Amerikanska inomhusmästerskapen | Boston     | 2 mars 2003      | 16 mars 2003     |
| Svetlana Feofanova | Ryssland | Stavhopp kvinnor | 4,80    | Inomhus-VM                      | Birmingham | 16 mars 2003     | 15 februari 2004 |

## Utomhus
| Idrottare           | Land           | Gren                   | Rekord  | Tävling                   | Plats      | Datum             | Gällde till       |
| ------------------- | -------------- | ---------------------- | ------- | ------------------------- | ---------- | ----------------- | ----------------- |
| Takayuki Matsumiya  | Japan          | 30 km män              | 1:28.36 |                           | Kumamoto   | 16 februari 2003  | 27 februari 2005  |
| Paula Radcliffe     | Storbritannien | 10 km kvinnor          | 30.21   | World's Best 10K          | San Juan   | 23 februari 2003  | 1 april 2017      |
| Paula Radcliffe     | Storbritannien | Maraton kvinnor        | 2:15.25 | London Marathon           | London     | 13 april 2003     | 13 oktober 2019   |
| Jelena Nikolajeva   | Ryssland       | 20 km gång kvinnor     | 1:26.22 | European Race Walking Cup | Tjeboksary | 18 maj 2003       | 7 augusti 2005    |
| Tegla Loroupe       | Kenya          | 30 000 m kvinnor       | 1:45.50 |                           | Warstein   | 6 juni 2003       | 1 november 2019   |
| Jelena Isinbajeva   | Ryssland       | Stavhopp kvinnor       | 4,82    |                           | Gateshead  | 13 juli 2003      | 15 februari 2004  |
| Julia Petionkina    | Ryssland       | 400 m häck kvinnor     | 52,34   | Ryska mästerskapen        | Tula       | 8 augusti 2003    | 28 juli 2019      |
| Gulnara Samitova    | Ryssland       | 3 000 m hinder kvinnor | 9.08,33 | Ryska mästerskapen        | Tula       | 10 augusti 2003   | 4 juli 2004       |
| Jefferson Perez     | Ecuador        | 20 km gång män         | 1:17.21 | Världsmästerskapen        | Paris      | 23 augusti 2003   | 29 september 2007 |
| Robert Korzeniowski | Polen          | 50 km gång män         | 3:36.03 | Världsmästerskapen        | Paris      | 27 augusti 2003   | 2 december 2006   |
| Paul Tergat         | Kenya          | Maraton män            | 2:04.55 | Berlin Marathon           | Berlin     | 28 september 2003 | 30 september 2007 |

## U20-rekord
| Idrottare             | Land                | Gren                  | Rekord   | Tävling                           | Plats      | Datum            | Gällde till      |
| --------------------- | ------------------- | --------------------- | -------- | --------------------------------- | ---------- | ---------------- | ---------------- |
| James Kwalia          | Kenya               | 1 engelsk mil pojkar  | 3.50,39  | FBK Games                         | Hengelo    | 1 juni 2003      | 7 september 2003 |
| Tirunesh Dibaba       | Etiopien            | 5 000 m flickor       | 14.39,94 | Bislett Games                     | Oslo       | 27 juni 2003     | 11 juni 2004     |
| Eliud Kipchoge        | Kenya               | 5 000 m pojkar        | 12.52,61 | Bislett Games                     | Oslo       | 27 juni 2003     | 6 juli 2012      |
| Usain Bolt            | Jamaica             | 200 m pojkar          | 20,13    | Pan American Junior Championships | Bridgetown | 20 juli 2003     | 11 april 2004    |
| Xing Huina            | Kina                | 10 000 m flickor      | 30.31,55 | Världsmästerskapen                | Paris      | 23 augusti 2003  | 15 augusti 2008  |
| Darrel Brown          | Trinidad och Tobago | 100 m pojkar          | 10,01    | Världsmästerskapen                | Paris      | 24 augusti 2003  | 15 juli 2022     |
| Alex Kipchirchir      | Kenya               | 1 engelsk mil pojkar  | 3.50,25  | Rieti Meeting                     | Rieti      | 7 september 2003 | 2 juli 2009      |
| Xue Juan              | Kina                | Spjutkastning flickor | 62,93    |                                   | Changsha   | 27 october 2003  | 10 juli 2008     |
| Omar Ahmed El-Ghazaly | Egypten             | Diskuskastning pojkar | 65,88    |                                   | Kairo      | 7 november 2003  | 15 augusti 2006  |